# Litolibrus pictus
Litolibrus pictus là một loài bọ cánh cứng trong họ Phalacridae. Loài này được Horn miêu tả khoa học năm 1896.